# Yablunivka (Pryluky)
Yablunivka (ucraniano: Яблуні́вка) es un municipio rural y pueblo de Ucrania, perteneciente al raión de Pryluky de la óblast de Chernígov.
En 2020, el territorio del actual municipio tenía una población de unos tres mil cuatrocientos habitantes, de los que unos mil doscientos vivían en el propio pueblo de Yablunivka y el resto repartidos en siete pedanías. El municipio se formó en 2020 mediante la fusión de los consejos rurales de Yablunivka (que únicamente incluía como pedanía al despoblado de Yablunivske), Biloshapký, Dubovi Hai, Krutoyárivka, Kovtunivka y Sérhiyivka. Además de los pueblos mencionados, también forman parte del municipio otros dos: Zaperevodske y Sujolisky.
Se ubica unos 25 km al suroeste de la capital distrital Pryluky, a orillas del río Rudá.

## Historia
Se conoce la existencia del pueblo en documentos desde 1629. En 1654 pasó a formar parte del territorio del regimiento cosaco de Pryluky. En el Imperio ruso formó parte del uyezd de Pyriatyn de la gobernación de Poltava. A principios del siglo XX llegó a tener más de cuatro mil habitantes y tres ferias anuales, pero perdió población en distintos acontecimientos de la primera mitad de ese siglo; entre ellos, destaca el Holodomor de 1932-1933, en el que casi seiscientos vecinos del pueblo murieron. Entre 1923 y 1931, y entre 1935 y 1959, el pueblo fue la capital de su propio raión. El casco urbano actual quedó definido en 1973, cuando se anexionó como barrio el hasta entonces pueblo colindante de Berdivshchyna.